# Kazimierz Frelkiewicz
Kazimierz Frelkiewicz, né le 20 février 1940, à Pogrzybów, en Pologne, est un ancien joueur polonais de basket-ball. Il évolue durant sa carrière au poste de meneur.

## Palmarès
- Coupe de Pologne 1957, 1959, 1972, 1973
- Finaliste du championnat d'Europe 1963
- 3e du championnat d'Europe 1965, 1967